# Flodoard
Flodoard z Remeše (latinsky Flodoardus; 893/894 Épernay – 28. března 966 Remeš) byl franský kronikář a kněz katedrálního kostela Notre-Dame v Remeši, v tehdejší Západofranské říši. Jeho historické spisy jsou hlavními zdroji informací k dějinám Francie po rozpadu karolínské říše v polovině 10. století.

## Život
Zdrojem jeho života jsou téměř výhradně jeho vlastní spisy. Místní tradice tvrdí, že se narodil v Épernay. Vzdělání získal na katedrální škole v Remeši, kterou založil remešský arcibiskup Fulko z Remeše. Jako mladý kanovník z Remeše během působení arcibiskupů Herivea z Remeše (900-922) a Seulfa z Remeše (922-925) získal významné postavení v katedrálním skriptoriu. Po Seulfově smrti v roce 925 se k moci dostala opoziční frakce v čele s Heribertem, hrabětem z Vermandois, který do úřadu arcibiskupa dosadil svého čtyřletého syna Huga. Flodoard se odmítl zúčastnit chlapcových voleb a proto byl zbaven svého postavení i výhod. Když byla v roce 931 Remeš obsazena králem Rudolfem Burgundským a vévodou Hugem Velikým, byl mladý Hugo sesazen a novým arcibiskupem zvolen Artold z Remeše. Flodoard v tomto období patrně získal zpět své svěřence pod Artoldovým vedením. V letech letech 936/937 pak podnikl pouť, během niž patrně navštívil Řím, kde se setkal s papežem Lvem VII.
V roce 940 hrabě Herbert znovu dobyl Remeš a na pozici arcibiskupa vrátil zpět svého syna Huga. Nasledně byl Flodoard zadržen a znovu zbaven prebend. V letech 943 až 946 Flodoard s Artoldem pobýval na dvoře krále Ludvíka IV., ale v roce 946 nad Remeší získal kontrolu král Ludvík IV. Francouzský a za pomoci východofranského krále Oty I. Velikého byla opoziční frakce zbavena moci. Arcibiskup Hugo byl zbaven úřadu arcibiskupa a na jeho místo byl jmenován zpět Artold. Artoldovy nároky byly nakonec ratifikovány na synodě v roce 948 v Ingelheimu, které se Flodoard zúčastnil. V roce 951 byl Flodoard poslán k Otovu dvoru v Cáchách, kde zastupoval diecézi v Remeši ve sporu o majetek a je patrné, že se podílel na správě majetku své diecéze. Ze svého kanonického úřadu odešel v roce 963 ve věku 70 let. Zemřel o tři roky později, 28. března 966.

## Dílo
Flodoard napsal tři významná historická díla a nejméně dvě další díla menšího rozsahu. V roce 922 začal psát kroniku známou dnes jako Annals (Anály), kterou následně psal po většinu své kariéry. Flodoard primárně informoval o hlavních politických a vojenských událostech se zaměřením na ty v Západofranské říši, přičemž později svůj popis rozšířil na Otonskou říši a Itálii. Pravidelně zaznamenával také zázraky a jiné nadpřirozené jevy. Obecně je patrné, že Flodoard psal své anály způsobem rok od roku a neexistuje žádný důkaz, že by svůj text revidoval. Letopisy představují jednu z relativně mála kronik 10. století a je tak jedinou hlavní západofranskou kronikou, která se z této doby dochovala, i proto je Flodoardova kronika moderními historiky velmi ceněna.
Flodoard měl přístup k biskupskému archivu sahajícímu až do 6. století a velkou část své historie zakládal na originálních dokumentech, z nichž shrnul nebo reprodukoval výňatky. Jeho shrnutí asi 450 dopisů arcibiskupa Hincmara je považováno za zvláště cenné.
Napsal také poetická díla, ve 30. letech 10. století složil epickou báseň známou jako Kristovy triumfy (De triumphis Christi), dějiny křesťanství v téměř 20 000 verších. Báseň vypráví o vítězstvích Krista, mučedníků, svatých a papežů, přičemž čerpá z široké škály dřívější historické a hagiografické literatury. Flodoard evidentně pro toto dílo shromáždil materiál během pobytu v Římě a text je tak vzácným svědectvím o historii města a papežů na počátku 10. století.
Flodoardova díla vydal v plném znění Jacques Paul Migne (Patrologia Latina, sv. 135). Další moderní vydání Annales vydal Philippe Lauer v roce 1905. Dějiny kostela v Remeši byly reeditovány pro Monumenta Germaniae Historica.